# Salvatore Angerami

Bischofswappen von Salvatore Angerami

Salvatore Angerami (* 26. November 1956 in Neapel, Italien; † 7. Juli 2019) war Weihbischof in Neapel.

## Leben
Salvatore Angerami arbeitete als Ingenieur, bevor er in den kirchlichen Dienst trat. Er empfing am 22. Juni 1997 das Sakrament der Priesterweihe und wurde bischöflicher Vikar in Neapel. Zudem amtierte er als Rektor des Priesterseminars.
Am 27. September 2014 ernannte ihn Papst Franziskus zum Titularbischof von Turres Concordiae und bestellte ihn zum Weihbischof in Neapel. Die Bischofsweihe spendete ihm der Erzbischof von Neapel, Crescenzio Kardinal Sepe, am 8. November desselben Jahres. Mitkonsekratoren waren Lucio Lemmo und Gennaro Acampa, beide Weihbischöfe in Neapel. Angerami starb 2019 nach schwerer Krankheit im Alter von 62 Jahren.
Salvatore Angerami war Großoffizier des Ritterordens vom Heiligen Grab zu Jerusalem.